# Louis Cretey

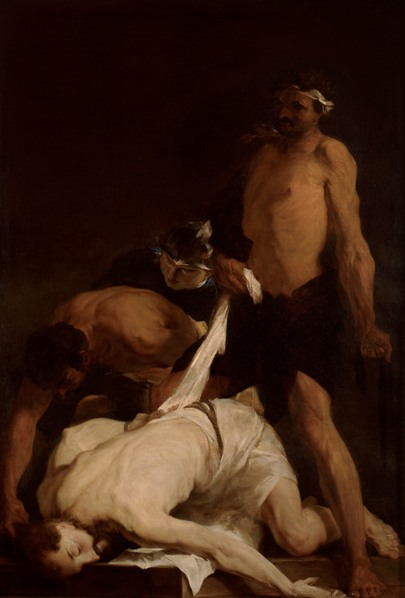
Cristo dopo la flagelazione, museo di belle arti, Marsiglia.

Louis Cretey (Lione, 1635 circa – 1702 circa) è stato un pittore francese barocco del Seicento.

## Biografia
Della sua vita si conosce poco. E nato a Lione nel 1635 dove ha ricevuto una buona educazione. Lo ritroviamo più tardi a Roma dove lavora come pittore dal 1661 al 1680, perfezionando il suo stile con lo studio del Rinascimento italiano e dell'arte antica. In Italia ottiene un certo successo che gli vale la protezione di mecenati come il cardinale Lorenzo Imperiali o la famiglia Boscoli. Torna poi in Francia, nella sua città di Lione dove, già famoso grazie al suo soggiorno romano, diventa il principale pittore della città assieme a Thomas Blanchet. Dipinge grandi decorazioni per edifici importanti come nel refettorio dell'Abbazia reale Saint-Pierre a Lione (oggi museo di belle arti della città), nelle chiese di Lione o al castello si Sassenage, vicino a Grenoble. Le sue tele sono anche apprezzate dai collezionisti.
Torna a Roma verso la fine della sua vita, nel 1702, e da lì in poi se ne perdono le tracce in quanto non si sa se è morto in Italia o se fece in tempo a ritornare in Francia.

## Stile
Lo stile di Cretey è unico alla sua epoca ed anche se l'influenza romana è notevole (come quella degli anni romani di Simon Vouet), ha creato uno stile pittorico molto personale. Esso è molto espressivo e potente, con pennellate ardite, effetti molto drammatici come nel contrasto brutale tra zone di luce e zone di ombra, e composizioni qualificate di "strane" e "sconcertanti" benché è spesso difficile identificare il soggetto preciso dei suoi quadri. Il suo stile, abbastanza eccentrico e molto libero nella pennellata per la sua epoca, ha spesso fatto confondere le pitture di Cretey con opere della metà del Settecento come quelle di Jean Honoré Fragonard.

## Opere
Fino ad oggi sono state identificate une settantina di pitture della sua mano. Se ne trovano ai Musei Vaticani, alla Galleria nazionale d'arte antica a Roma, al museo di Belle Arti di Lione o ancora al Detroit Institute of Arts.

## Esposizioni
Una grande retrospettiva è stata consacrata per la prima volta a Cretey, al museo di belle arti di Lione nel 2010. Questa esposizione, curata dallo storico dell'arte Pierre Rosenberg, ha riportato alla luce l'opera e la vita del pittore (grazie a d'un importante lavoro di ricerche storiche che hanno permesso la costituzione del catalogo completo delle sue opere), che fino a poco tempo fa era ancora quasi sconosciuto.